# Ptahhotep Tjefi
Ptahhotep Tjefi (más néven II. Ptahhotep) ókori egyiptomi vezír volt a V. dinasztia végén, nagy valószínűséggel Dzsedkaré Iszeszi és Unasz uralkodása alatt.
Befolyásos családból származott: apja Ahethotep vezír volt, nagyapja a híres Ptahhotep vezír. Ptahhotep Tjefi főleg szakkarai masztabasírjából ismert, melyen apjával, Ahethoteppel osztozik.

## Fordítás
- Ez a szócikk részben vagy egészben  a   Ptahhotep Tjefi című angol Wikipédia-szócikk ezen változatának fordításán alapul.  Az eredeti cikk szerkesztőit annak laptörténete sorolja fel. Ez a jelzés csupán a megfogalmazás eredetét és a szerzői jogokat jelzi, nem szolgál a cikkben szereplő információk forrásmegjelöléseként.